# Borcová
Borcová (Hongaars: Borcfalu) is een Slowaakse gemeente in de regio Žilina, en maakt deel uit van het district Turčianske Teplice.
Borcová telt 126 inwoners.